# Коджорі (Ахметський муніципалітет)
Коджорі (груз. კოჯორი) — село в Грузії.
За даними перепису населення 2014 року в селі проживає 19 осіб.